# Black Space
 (juin 2021).
La mise en forme du texte ne suit pas les recommandations de Wikipédia : il faut le « wikifier ».
Les points d'amélioration suivants sont les cas les plus fréquents. Le détail des points à revoir est peut-être précisé sur la page de discussion.
- Les titres sont pré-formatés par le logiciel. Ils ne sont ni en capitales, ni en gras.
- Le texte ne doit pas être écrit en capitales (les noms de famille non plus), ni en gras, ni en italique, ni en « petit »…
- Le gras n'est utilisé que pour surligner le titre de l'article dans l'introduction, une seule fois.
- L'italique est rarement utilisé : mots en langue étrangère, titres d'œuvres, noms de bateaux, etc.
- Les citations ne sont pas en italique mais en corps de texte normal. Elles sont entourées par des guillemets français : « et ».
- Les listes à puces sont à éviter, des paragraphes rédigés étant largement préférés. Les tableaux sont à réserver à la présentation de données structurées (résultats, etc.).
- Les appels de note de bas de page (petits chiffres en exposant, introduits par l'outil «  Source ») sont à placer entre la fin de phrase et le point final[comme ça].
- Les liens internes (vers d'autres articles de Wikipédia) sont à choisir avec parcimonie. Créez des liens vers des articles approfondissant le sujet. Les termes génériques sans rapport avec le sujet sont à éviter, ainsi que les répétitions de liens vers un même terme.
- Les liens externes sont à placer uniquement dans une section « Liens externes », à la fin de l'article. Ces liens sont à choisir avec parcimonie suivant les règles définies. Si un lien sert de source à l'article, son insertion dans le texte est à faire par les notes de bas de page.
- La présentation des références doit suivre les conventions bibliographiques. Il est recommandé d'utiliser les modèles {{Ouvrage}}, {{Chapitre}}, {{Article}}, {{Lien web}} et/ou {{Bibliographie}}. Le mode d'édition visuel peut mettre en forme automatiquement les références.
- Insérer une infobox (cadre d'informations à droite) n'est pas obligatoire pour parachever la mise en page.

Pour une aide détaillée, merci de consulter Aide:Wikification.
Si vous pensez que ces points ont été résolus, vous pouvez retirer ce bandeau et améliorer la mise en forme d'un autre article.
Black Space (בלקספייס en hébreu, littéralement « espace noir ») est une série télévisée israélienne créée par Anat Gafni et Sahar Shavit, diffusée depuis le 13 décembre 2020 sur Reshet 13.
Dans les pays francophones, la première saison a été mise en ligne le 27 mai 2021 sur Netflix.
L'intrique de la série s'articule autour d'une tuerie en milieu scolaire plongeant tout un lycée (ses professeurs, ses étudiants et leurs parents) sous le choc. Au fil des épisodes, la série aborde également les thèmes du harcèlement scolaire, des relations conflictuelles entre les adolescents et leurs parents ainsi que l'influence toujours plus importante d'internet et des nouvelles technologies sur le comportement des jeunes.

## Synopsis
Alors qu'il organise un concert, un lycée israélien voit son quotidien brutalement bouleversé lorsque plusieurs assaillants masqués font irruption et ouvrent le feu sur les élèves, tuant quatre d'entre eux.
Assez rapidement, Rami Davidi, l'inspecteur chargé de l'enquête (et qui se trouve être un ancien étudiant du lycée) découvre que les assassins pourraient se cacher parmi les lycéens…

## Diffusion
Les huit épisodes composant la première saison de la série sont diffusés à partir du 27 mai 2021 sur Netflix. Le 4 juin 2021, la plateforme américaine annonce avoir commandé la deuxième saison de la série qui, d'après les premières estimations, devrait arriver sur la plateforme en milieu d'année 2022.

## Distribution
- Guri Alfi (de) (VF : Rémi Bichet) : Rami Davidi
- Asi Levi (en) (VF : Marie Bouvier) : Noga Russo
- Reut Alush (he) (VF : Elisabeth Ventura) : Morag Shmuel
- Shai Avivi : Chanoch Tavor
- Meirav Shirom (he) (VF : Ariane Aggiage) : Miri Davidi
- Liana Ayoun (he) (VF : Chloé Renaud) : Libi
- Noam Karmeli (VF : Benjamin Bollen) : Eran Sagi
- Yehonatan Vilozny (he) (VF : Donald Reignoux) : Tom Tadmor
- Yoav Rotman (he) (VF : Tom Trouffier) : Itamar
- Gily Itskovitch (he) (VF : Marion Gress) : Shir Tadmor
- Oneg Efron (he) (VF : Arthur Raynal) : Omer Rokach
- Hadas Jade Sakori (he) (VF : Lou Viguier) : Ma'ayan
- Lioz Haroush (VF : Baptiste Mège) : Yahli
- Leib Levin (VF : Simon Koukissa-Barney) : Riff
- Eyal Shikratzi (VF : Julien Crampon) : Shaul
- Ori Biton (VF : Erwan Tostain) : Guy
- Suzanna Papian (VF : Margaux Maillet) : Natalie

 Source et légende : version française (VF) sur RS Doublage

## Épisodes

### Première saison (2021)
Les épisodes, sans titre, sont numérotés de un à huit.

### Deuxième saison (2024)
Elle est prévue pour 2024.

## Accueil
Moins d'une semaine après son apparition sur Netflix, la série se hisse à la quatrième place du top 10 des séries de la plateforme les plus regardées en France ainsi qu'à la neuvième place de ce même classement à l'échelle internationale.